# Hypagyrtis subatomaria
Hypagyrtis subatomaria är en fjärilsart som beskrevs av Wood 1829. Hypagyrtis subatomaria ingår i släktet Hypagyrtis och familjen mätare. Inga underarter finns listade i Catalogue of Life.